# Янкович, Саша
Саша Джанкович (серб. Saša Janković, серб. кирилл.Саша Јанковић, род. 27 апреля 1970 года) — сербский адвокат, журналист, правозащитник и политик, который был Национальным омбудсменом Сербии в период с 2007 по 2017 годы. Он был одним из основателей и лидеров Движения свободных граждан — левоцентристской политической организации в Сербии.

## Ранние годы
Саша Джанкович родился в Лознице, Сербия (позже часть СФРЮ) 27 апреля 1970 года. В школьные годы достиг успеха в гандболе, но также практиковал карате и стрельбу из лука.
Джанкович потерял гражданство в ново сформированной Федеративной республике Югославии, когда война вспыхнула на югославских территориях, из-за своего отца, который родился в Боснии и Герцеговине. Новое югославское правительство зарегистрировало Джанковича в качестве беженца, когда Республика Босния и Герцеговина формально объявила независимость от Югославии. Он пытался подать жалобу в Комитет петиций и апелляций, чтобы исправить свой статус «беженца», но его жалоба была проигнорирована. Из-за статуса беженца Джанкович скрывался несколько месяцев из-за перспективы быть депортированным и отправленным на войну в Боснии и Герцеговине. До этого Джанкович был мобилизован в Югославскую армию и провел несколько месяцев на войне в Хорватии.
1 апреля 1993 года школьный друг Джанковича Предраг Годжкович был найден мертвым с огнестрельным оружием в квартире Джанковича. Джанкович не был в квартире во время смерти Годжковича, но там был их общий друг, который вызвал полицию. Расследование было проведено Министерством внутренних дел Югославии. Было определено, что Годжкович совершил самоубийство. Расследование возобновлялось несколько раз, в течение которых Джанкович был допрошен и проверен на полиграфе.
В интервью Pehčanik Janković Джанкович кратко рассказал о своей жизни в Югославии в 1990-х годах. Он продавал бензин на улицах (не от заправочной станции) из-за санкций против Югославии.
Джанкович окончил факультет права Университета Белграда в 1996 году. Получил степень специалиста на факультете политических наук Белградского университета в 2006 году.
В период с 1994 по 1997 год Джанкович был журналистом в бета-информационном агентстве. После этого он работал в Министерстве молодежи и спорта правительства Сербии в качестве ассоциированного эксперта. В 2000 году он стал секретарем Федерального Министерства спорта правительства ФР Югославии. В 2001 году Джанкович стал помощником федерального министра спорта. В 2003 году он стал юридическим советником по миссии ОБСЕ в Сербии и Черногории.

## Омбудсмен
29 июня 2007 года Национальное собрание Сербии назначило Джанковича на недавно созданный пост Национального омбудсмена на пятилетний срок с 143 голосами. 4 августа 2012 года он был повторно назначен на новый пятилетний срок с 167 голосами с одним воздержанием, и без голосов против. Его повторные выборы поддержали все стороны в собрании.
Янкович вступил в конфликт с правительством Сербии и премьер-министром Александром Вучичем в 2014 году во время расследования инцидента, в котором брат Вучича был избит жандармами во время гей-парада в центре Белграде. Во время слушания в Национальном собрании Джанкович утверждал, что военное контрразведывательное агентство нарушало закон во время инцидента. Затем он подвергся нападению со стороны депутатов правящей Сербской прогрессивной партии (SNS) и министра обороны Братислава Гасича. После этого несколько депутатов SNS резко критиковали омбудсмена и призывали Джанковича отправится в отставку, утверждая, что его действия были политически мотивированы. Некоторые депутаты и проправительственные СМИ даже утверждали, что Джанкович несет ответственность за самоубийство друга, совершенное в 1993 году в квартире Джанковича, используя его пистолет. ОБСЕ и Европейская комиссия выразили опасения по поводу этих нападений на омбудсмена. Журналист Драган Янич писал, что Джанкович является мишенью «клеветнической кампании», организованной Вучичем.
Джанкович снова столкнулся с правительством в апреле 2015 года, когда заявил, что Братислав Гашич несет ответственность за крах военного вертолета, в котором умерли 7 человек. Джанкович раскритиковал Вучича за защиту Гашича, которого Джанкович обвинил в аварии.
Следующая конфронтация между Джанковичем и правительством произошла в мае 2016 года, когда Джанкович утверждал, что правительство несет ответственность за снос зданий в районе Белграда Савамала ночью несколькими дюжинами лиц в масках. Джанкович утверждал, что полиции было приказано не вмешиваться во время сноса. После этого Джанкович снова был сильно атакован депутатами Сербской прогрессивной партии и Сербской радикальной партии, которые утверждали, что Джанкович не защищает граждан, но вместо этого продвигает себя.
В конце 2016 года СМИ начали спекулировать, что Джанкович может быть подходящим кандидатом оппозиции на президентских выборах Сербии 2017 года. В ноябре 2016 года сотни выдающихся общественных деятелей подписали петицию в которой фигурировал Джанкович, призывая его баллотироваться на пост президента в 2017 году. В то время он не дал никакого окончательного ответа, говоря, что время не подходит для такого решения. Это было подтверджено критике со стороны руководства Сербской прогрессивной партии и её партнеров, которые назвали Джанковича «политиком», который работает только на политическое продвижении и призвал его отправиться в отставку.
Джанкович официально подал в отставку с поста омбудсмена 7 февраля 2017 года, чтобы баллотироваться в президенты.

## Президентская кампания 2017
25 ноября 2016 года сербская газета Blic опубликовала список более 100 общественных деятелей в Сербии, выступавших за Джанковича, чтобы тот баллотировался в президенты Сербии в 2017 году. В декабре 2016 года Джанкович формально объявил, что он будет баллотироваться как независимый политик на президентских выборах в Сербии 2017 года.
Опрос общественного мененияпроведенный CeSID, показал, что среди сторонников Джанковича больше женщин. Подавляющее большинство сторонников (59 %) были высокообразованными гражданами. Кроме того, он был поддержан большинством избирателей из диаспоры.
На выборах Джанкович был вторым, за Александром Вучичем с 16,36 % голосов.